# Наполеон (торт)
Наполео́н — листковий торт із заварним або масляним кремом. У США відомий як Napoleon slice, у Великій Британії — vanilla slice або cream slice. У Франції та Італії існує схожий торт — мільфей (з фр. mille-feuille — 1000 шарів).

## Історія та легенда
Походження самої назви Наполеон має кілька версій.

### Класичні версії
Походження кулінарного шедевра за класичними версіями шляхетне та туманне. Його вважають французькою стравою, але коріння тягнуться до італійського Неаполя, де mille-feuille був улюбленою стравою місцевої кухні. Але в італійському варіанті він складався зі шпинату, сиру і песто. А сама назва «Наполеон» походить від назви італійського міста.
У книзі «Французький кухар» (фр. Le Cuisinier françois, 1651) французький шеф-кухар і письменник Франсуа П'єр де Ла Варенн описав один з найстаріших рецептів приготування цього торта.
За однією з версій, рецепт цього торта був створений під час другої французької імперії (1852–1870 роки). Мало не за наказом імператора Наполеона III на честь його дядька, Наполеона Бонапарта. Схоже на правду — торт mille-feuille дійсно роблять з тих часів. Але у французькій версії ця страва складалася з коржів листкового тіста, змазаних перетертою суницею і полуницею.

### Філософська версія
Деякі історики без особливих згадують саме часи Наполеона I, оскільки той був байдужий до їжі взагалі та до солодкого зокрема. Непідтверджена документами легенда говорить, що одного разу, під час війни з австрійцями, Наполеон, військо якого оточили вороги, був дуже розлючений — французи вимушено відступали. Але Наполеон все ж таки здобув перемогу завдяки маршалу Дезе здавалося б, у вже програному бою біля Маренго. Однак, Дезе, який врятував армію Наполеона, загинув під час битви. Імператор викликав свого кухаря Лягупьера і наказав приготувати поминальну вечерю. Перед кулінаром стояло надзвичайно складне завдання: нагодувати голодних солдат, але обійтися без м'яса, оскільки імператор не їв м'яса. Трохи поміркувавши, він відправив солдатів збирати гриби на схилах Альп, розповів, які трави треба знайти, а кількох людей послав у прилегле село за оливковою олією і … м'ясом курчат. На вечерю було подано чудове зелене м'ясо, імператор приймав їжу з задоволенням. Повернувшись у Версаль Наполеон став одноосібним правителем Франції. У Святвечір1800 року імператор покликав свого кухаря і сказав йому:
|  | У це свято поруч зі мною буде Жозефіна де Богарне. Вечеря повинна стати приголомшливою. Мені все одно, що ти приготуєш, але обов'язково додай до меню того зеленого "Маренго" і щось чудове на десерт — дами люблять солодке, було б непогано, якби ти зміг вразити Жозефіну. |

Кухар пішов, а на вечерю Наполеона подали «зелену страву» м'ясо і торт: зверху ласощі прикрашала цукрова пудра, коржі були рясно змащені кремом, але боки залишилися відкритими, демонструючи безліч шарів. Імператор насупився і запитав кухаря, що це означає. Лягупьер відповів:

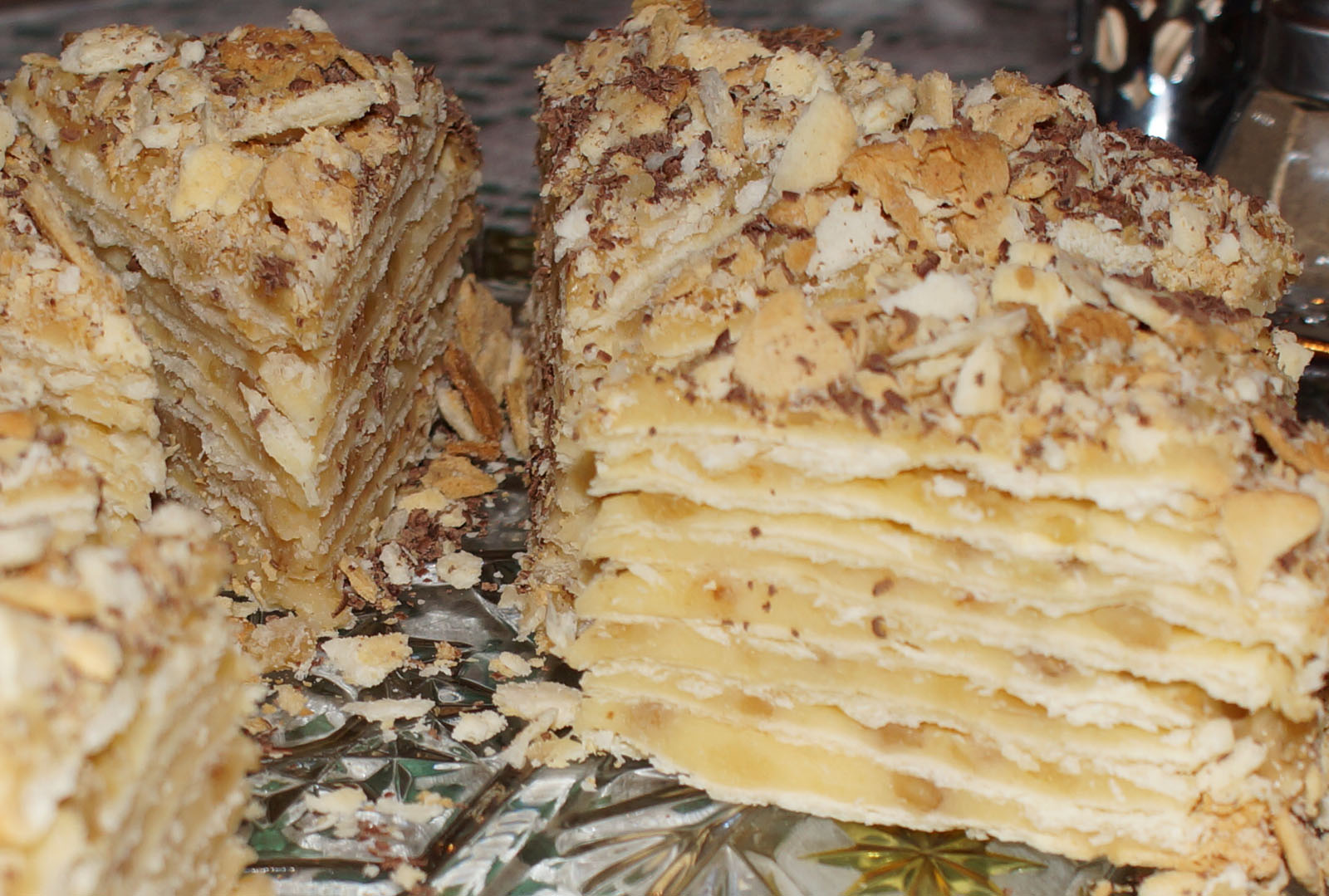

|  | — Життя циклічне, події змінюють одна одну, але повторюють ті, що вже відбулися... Ми ж повинні завжди їх пам'ятати — це головне в житті. — Анрі, ти маєш на увазі "Маренго"? — Так, — кивнув головою кухар. |

### Російська версія
За російською версію торт «Наполеон» вперше приготували в Москві в 1912 році до сторічного ювілею Вітчизняної війни, святкування вигнання Наполеона Бонапарта з Росії. Тоді російські кухарі придумали багато ювілейних страв, однією з яких було тістечко — листкове з кремом, виготовлене у вигляді трикутника. Численні ніжні коржі символізували наполеонівську півмільйонну армію, а легка присипка зверху — сніг, що сильно докучав загарбникам. Трикутна форма тістечок нагадувала знаменитий головний убір Бонапарта. Так народилася назва. Сьогодні без цієї страви уявити російську кухню рішуче неможливо. Десерт з часом став популярним і збільшився до розмірів торта.

## Приготування
Існує безліч різновидів mille-feuille. Сьогодні[коли?] не просто в кожній країні, але навіть у кожному ресторані — свій фірмовий рецепт. Види крему, способи приготування тіста — в кожного власні. Класичний mille-feuille для кулінарів і гурманів — це, в першу чергу, ніжний десерт. Його варіації множаться з кожним роком. Важлива складова цього торта — листкове тісто. Його смак не повинен домінувати та заважати насолоджуватися десертом. Тісто лише покликане злегка доповнювати неповторний смак начинки. Під час випічки шари, змащені маслом, відокремлюються один від одного: так виходить листкове тісто. Канонічний mille-feuille готують так, що він буквально тане у роті. В основі страви лежить заварний крем, який змішують з попередньо збитими вершками. Коржі, перш ніж відправити у піч, злегка посипають цукровою пудрою, щоб з'явився тонкий блиск і карамельний посмак. Даний десерт може також готуватися з мигдалевим кремом, з ягодами та фруктами між шарами з листкового тіста.
Існує ще вишуканий та ніжний «Миколаївський наполеон». Для торта необхідно приготувати солону карамель, абрикосове кулі, коржі і два види крему — основний та фісташковий.

## «Мокрий» та «сухий» торт Наполеон
Існує два типи торта Наполеон: так званий «мокрий» та «сухий». У «мокрому» типі використовується заварний крем або креми на його основі. Такий торт має ніжну структуру і краще просочується. «Сухий» торт Наполеон має у своїй основі масляний крем. В цьому випадку десерт є більш хрустким.

## Виноски
1. 1 2  Мильфей: модное лакомство, Олег Ростов. fashiontravel.ru [Архівовано 5 березня 2016 у Wayback Machine.] (рос.)
2. 1 2  Історія торта та рецепт найсмачнішого “Миколаївського наполеону” - imykolayivchanyn.com (укр.). 27 січня 2023. Процитовано 29 січня 2023.
3. ↑  …Почему русский торт называется «Наполеон»?. Аргументы и Факты [Архівовано 18 лютого 2011 у Wayback Machine.] (рос.)
4. 1 2  Торт Наполеон. гастрономъ.ru [Архівовано 6 вересня 2011 у Wayback Machine.] (рос.)
5. ↑  Как Наполеон стал тортом? Легенда создания и авторский рецепт, Наталия Ивко. shkolazhizni.ru (рос.)